# Jean-Jacques Goldman
Jean-Jacques Goldman (Párizs, 1951. október 11. –) Grammy-díjas francia énekes és dalszövegíró. A francia nyelvterületek igen ismert művésze, 2003 óta a második legjobban kereső francia pop-rock énekes Johnny Hallyday után. 

## Pályafutása
Az 1990-es években a Fredericks Goldman Jones trió tagja volt. Számos énekessel dolgozott együtt, köztük Céline Dion, Johnny Hallyday, Patricia Kaas, Garou, Marc Lavoine, Gérald De Palmas, Patrick Fiori, Khaled, Chet Baker, Lorie, Florent Pagny, Joe Cocker, Diane Warren lemezein.
1973-ban diplomát szerzett a lille-i EDHEC Business Schoolban.

## Diszkográfia

### Stúdióalbumok
- Démodé (1981, Epic)
- Minoritaire (1982, Epic)
- Positif (1984, Epic)
- Non homologué (1985, Epic)
- Entre gris clair et gris foncé (1987, Epic)
- Fredericks Goldman Jones (1990, CBS) Carole Fredericksszel és Michael Jonesszal
- Rouge (1993, Columbia) az Alekszandrov-kórussal, Carole Fredericksszel és Michael Jonesszal
- En passant (1997, Columbia)
- Chansons pour les pieds (2001, Columbia)

### Koncertalbumok
- En public (1986, Epic)
- Traces (1989, Epic)
- Sur scène (1992, Columbia) Carole Fredericksszel és Michael Jonesszal
- Du New Morning au Zénith (1995, Columbia) Carole Fredericksszel és Michael Jonesszal
- En passant tournée 1998 (1999, Columbia)
- Un tour ensemble (2003, Columbia)

### Válogatásalbumok
- Singulier 81/89 (1996, Columbia)
- Pluriel 90/96 (1996, Columbia) Carole Fredericksszel és Michael Jonesszal

## Származása
Édesanyja, Ruth Ambrunn müncheni, míg apja, Alter Mojze Goldman lublini askenázi zsidó születésűek voltak, akik részt vettek a francia ellenállásban a második világháború alatt. Fivérei Pierre, egykori baloldali értelmiségi és Robert dalszövegíró.

## Fordítás
Ez a szócikk részben vagy egészben  a   Jean-Jacques Goldman című angol Wikipédia-szócikk fordításán alapul.  Az eredeti cikk szerkesztőit annak laptörténete sorolja fel. Ez a jelzés csupán a megfogalmazás eredetét és a szerzői jogokat jelzi, nem szolgál a cikkben szereplő információk forrásmegjelöléseként.